# Матис, Реми
Реми́ Роже́р Мати́с (фр. Rémi Roger Mathis, род. 20 ноября 1982, Безансон) — французский историк и библиотекарь, специалист по античным гравюрам, янсенизму и XVII веку.
Глава «Викимедиа Франция» (2011—2014), куратор отдела печати и фотографии Национальной библиотеки Франции (с 2010 года), руководитель библиотеки гуманитарных и социальных наук Университета Париж Декарт (2008—2010). Кавалер Ордена Искусств и литературы (2014) и кавалер ордена Академических пальм (2017).

## Биография

### Юность и образование
Реми Роже Матис родился 20 ноября 1982 года в Безансоне. После окончания в 2003 году курса в лицее Карно в Дижоне поступил в Национальную школу хартий (ENC). В 2006 году, получив степень магистра истории, также подготовил докторскую диссертацию, но не защитил. Окончил ENC в 2007 году с дипломом архивариуса-палеографа, а в 2008 году Национальную школу информационных наук и библиотек (ENSSIB) с дипломом куратора библиотек.

### Историк и куратор
После руководства библиотекой гуманитарных и социальных наук Парижского университета Декарта с 2008 по 2010 год, с 2010 года был куратором отдела печати и фотографии Национальной библиотеки Франции, курируя коллекции XVII века и научного журнала Nouvelles de l’estampe, редактором которого он является.
Читает лекции в ENC по истории и технике печатного производства и ознакомлению с библиотеками и библиографией.
Является членом Национального комитета по печати и регулярно пишет о современных художниках, таких как Чарльз Донкер. Он также является членом советов научной литературы, выступая в качестве критика, и членом Общества друзей Порт-Рояля.
Его исследования сосредоточены на истории XVII века, особенно на янсенизме и истории дипломатии. А докторская диссертация, которую он так и не защитил, была написана под руководством Люсьена Белого и Оливье Понсе и посвящена Симону Арно де Помпонну. Журналист Le Monde Фредерик Жуаньо считает Матиса «хорошим знатоком дипломатической истории XVII века». В 2012 году он пишет книгу о взаимоотношениях Помпонна и Роберта Арно д’Андилли: Пасьянс и министр: по переписке Арно из Анди-Арно де Помпонна (1642—1673). В 2009 году выступил соруководителем трансверсального симпозиума, прошедшего в Высшей школе образования в Лионе, и посвящённого понятию «стеллажи» в XVII веке, сборник которого вышел в печати в следующем году в Papers on French Seventeenth Century Literature, а в 2011 году — симпозиум о последних годах аббатства Пор-Рояль, опубликованный в 2012 году. Он является членом научного комитета выставки Мушкетёры! в 2014 году в Военном музее (Дом инвалидов).
В 2015 году в Научно-исследовательском институте Гетти в Лос-Анджелесе и в Национальной библиотеке Франции курировал выставку печатных работ времён правления Людовика XIV.
С 2015 года является директором изданий Национального комитета печатного дела. В том же году вместе с Янном Сорде и Малколмом Уолсби основал Французское библиографическое общество, где стал казначеем.
В 2017 году разработал герб нового региона Бургундия — Франш-Конте, созданный «коллективом историков и архивариусов Франш-Конте и Бургундии, членами научных обществ».

### Активист свободного распространения знаний
Реми Матис являлся председателем правления «Викимедиа Франция» с 2011 по 2014 годы. В этой должности он занимается легализацией свободы панорамы во Франции и против приватизации оцифровки произведений, находящихся в открытом доступе.
В 2012 году вошёл в число пяти подписавших открытое письмо министру культуры, освещающее вопрос о разрешении фотосъёмок в музеях. Эта инициатива привела к созданию министерской рабочей группы, кульминацией работы которой стала публикация в 2014 году хартии Министерства «Все фотографы», поощряющая фотографирование и широкое распространение коллекций средствами фотографии при условии соблюдения простых правил и законодательства.
В апреле 2013 года французское разведывательное управление DCRI оказало давление на Реми Матиса, чтобы он удалил статью «Военная радиостанция Пьер-сюр-От» в Википедии на французском языке. Le Figaro тогда написала, что «Реми Матис повиновался под давлением». Вскоре после этого статья была восстановлена участником из другой страны и, благодаря эффекту Стрейзанд, в течение нескольких часов стала самой обсуждаемой статьёй в Википедии на французском языке, а также была переведена на другие языки.
Джимми Уэльс назвал Реми Матиса «Википедистом года» на очередной Викимании в августе 2013 года в Гонконге. Исследование, проведённое по заказу региона Иль-де-Франс в 2013 году, поставило его на десятое место среди личностей, связанных со словом «знание».
В 2014 году он, как ожидалось, должен был получить назначение от Министерства культуры в коллегию HADOPI. Генеральный секретарь учреждения Эрик Уолтер подчёркивал важность его опыта для коллегии и миссии Hadopi. Тем не менее назначение не состоялось. По мнению ряда наблюдателей (таких как «Свободный электрон», ZDnet, «Нумерама» и др.), кандидатура Матиса вызывала недовольство представителей правообладателей.
Покинув пост президента «Викимедиа Франция», Матис основал собственный научный совет, президентом которого он стал в том же 2014 году. 18 октября 2017 года вместе с Седриком Виллани, Фредериком Мартелем и Лораном Ле Боном он объявил об уходе из «Викимедиа Франция» и её научного совета, протестуя против предполагаемого бездействия Фонда Викимедиа в отношении обвинений в преследовании, включая один эпизод с участием президента Кристофа Эннера.

## Награды
Матис удостоен кавалера Ордена Искусств и литературы приказом министра культуры и связи от 16 января 2014 года. Медаль ему вручил Ален Себан 14 июня 2014 года, президент Центра Помпиду.
Также является обладателем бронзовой медали Ассоциации молодёжи, спорта и обязательства ассоциации и кавалером Ордена Академических пальм с 14 июля 2017 года.

### Личная жизнь
Отец — Кристиан Матис, палеонтолог. Жена — Мари-Алис Матис, нейробиолог.

## Публикации

### Статьи
- Les Bibliographies nationales rétrospectives : entre recherche d’identité et identité de la recherche (mémoire d'études pour le diplôme de conservateur des bibliothèques remanié), Sarrebruck, Éditions universitaires européennes, 2010, 120 p. (ISBN 978-6-1315-1011-3, présentation en ligne [archive]).
- Le Solitaire et le Ministre : autour de la correspondance Arnauld d’Andilly-Arnauld de Pomponne (1642—1673) (préf. Olivier Poncet), Paris, Nolin, coll. " Univers Port-Royal " (no 21), 2012, 271 p. (ISBN 978-2-910487-40-9).
- Florilège : jardin extraordinaire (ill. Johann Walter), Paris, Bibliothèque nationale de France, coll. " L'Œil curieux " (no 7), 2016, 47 p. (ISBN 978-2-7177-2707-4) — extraits du Florilège de Nassau-Idstein de Johann Walter.

### Направления работ
- Dir. avec Valérie Sueur-Hermel (préf. Michel Pastoureau), Animal, Paris, Bibliothèque nationale de France, 2014, 164 p. (ISBN 978-2-7177-2615-2) — traduit en anglais.
- Dir. avec Peter Fuhring, Louis Marchesano et Vanessa Selbach, Images du Grand Siècle : l’estampe française au temps de Louis XIV, 1660—1715, Paris-Los Angeles, Bibliothèque nationale de France-Getty Research Institute, 2015, XI + 331 p. (ISBN 978-2-7177-2663-3) — version en anglais.

### Издания
- Champfleury, Chien-Caillou, Paris, Comité national de l’estampe, coll. " Après la lettre " (no 1), 2016, 24 p. (ISBN 979-10-96279-00-5).
- Robert Nanteuil, Poèmes et Maximes, Paris, Comité national de l’estampe, coll. " Après la lettre " (no 2), 2016, 24 p., 25 cm (ISBN 979-10-96279-01-2).

### Другие публикации
Полный список других его публикаций смотрите здесь .